# Aralioideae
Aralioideae je potporodica brestanjevki, dio reda Apiales (Celerolike). Postoje četiri tribusa. Ime je dobia po rodu aralija (Aralia)

## Rodovi
1. Tribus Cussonieae Seem.
  1. Cussonia Thunb. (20 spp.)
2. Tribus Aralieae Rchb.
  1. Harmsiopanax Warb. (3 spp.)
  2. Cephalaralia Harms (1 sp.)
  3. Aralia L. (76 spp.)
  4. Motherwellia F. Muell. (1 sp.)
3. Tribus Panaceae Hook. fil.
  1. Fatsia Decne. & Planch. (3 spp.)
  2. Plerandra A. Gray (34 spp.)
  3. Neocussonia Hutch. (16 spp.)
  4. Astropanax Seem. (14 spp.)
  5. Crepinella Marchal (32 spp.)
  6. Frodinia Lowry & G. M. Plunkett (2 spp.)
  7. Didymopanax Decne. & Planch. (37 spp.)
  8. Sciodaphyllum P. Browne (147 spp.)
  9. Schefflera J. R. Forst. & G. Forst. (17 spp.)
  10. Schefflera s. lat. (12 spp.)
  11. Heptapleurum Gaertn. (318 spp.)
  12. Oplopanax (Torr. & A. Gray) Miq. (3 spp.)
  13. Seemannaralia R. Vig. (1 sp.)
  14. Tetrapanax (K. Koch) K. Koch & Fintelm. (1 sp.)
  15. Merrilliopanax H. L. Li (3 spp.)
  16. Gamblea C. B. Clarke (4 spp.)
  17. Woodburnia Prain (1 sp.)
  18. Trevesia Vis. (10 spp.)
  19. Dendropanax Decne. & Planch. (95 spp.)
  20. Kalopanax Miq. (1 sp.)
  21. Osmoxylon Miq. (62 spp.)
  22. Sinopanax H. L. Li (1 sp.)
  23. Meryta J. R. Forst. & G. Forst. (34 spp.)
  24. Polyscias J. R. Forst. & G. Forst. (184 spp.)
  25. Anakasia Philipson (1 sp.)
  26. Raukaua Seem. (6 spp.)
  27. Pseudopanax K. Koch (12 spp.)
  28. Astrotricha DC. (20 spp.)
  29. Panax L. (12 spp.)
  30. Nanopanax A. Haines (1 sp.)
  31. Cheirodendron Nutt. ex Seem. (6 spp.)
  32. Chengiopanax C. B. Shang & J. Y. Huang (2 spp.)
  33. Eleutherococcus Maxim. (35 spp.)
4. Tribus Hedereae Dumort.
  1. Hedera L. (15 spp.)
  2. Cephalopanax G. M. Plunkett, Lowry & D. A. Neill (2 spp.)
  3. Oreopanax Decne. & Planch. (146 spp.)
  4. Brassaiopsis Decne. & Planch. (44 spp.)
  5. Macropanax Miq. (17 spp.)
  6. Metapanax J. Wen & Frodin (2 spp.)
  7. Heteropanax Seem. (10 spp.)